# Castelsantangelo sul Nera
Castelsantangelo sul Nera är en ort och kommun i provinsen Macerata i regionen Marche i Italien. Kommunen hade 249 invånare (2018).